# Metodo di datazione uranio-piombo
Il metodo di datazione uranio-piombo, spesso abbreviato in datazione U-Pb, è un metodo di datazione radiometrica basato sulla misura delle abbondanze relative degli isotopi dell'uranio e del piombo.

## Panoramica
Ideato da B. B. Boltwood nel 1907, quello all'uranio-piombo è uno dei metodi di datazione più antichi e più utilizzati, efficace nel datare rocce che si sono formate e cristallizzate da un milione a oltre 4,5 miliardi di anni fa, con una precisione nell'ordine dello 0,1-1%.
Benché possa essere usato per diversi materiali, questo metodo di datazione è solitamente utilizzato sul minerale zircone (ZrSiO4). Lo zircone incorpora gli atomi di uranio e di torio nella sua struttura cristallina, sostituendoli allo zirconio, respingendo invece quelli di piombo. Si può quindi ritenere che tutto il piombo riscontrato in un dato cristallo di zircone sia radiogenico, cioè sia stato interamente prodotto da un processo di decadimento radioattivo verificatosi dopo la formazione del minerale. In questo modo, si può utilizzare il rapporto tra piombo e uranio presente nel minerale per determinare l'età di quest'ultimo. Il metodo si basa infatti su due diverse catene di decadimento, la serie dell'uranio dall' 238U al 206Pb, con un periodo di dimezzamento di circa 4,5 miliardi di anni, e la serie dell'attinio dall' 235U al 207Pb, con un periodo di dimezzamento di circa 710 milioni di anni.

Il fatto che lo zircone sia piuttosto inerte dal punto di vista chimico e che sia anche piuttosto resistente agli agenti atmosferici, fa sì che intere zone, se non addirittura interi cristalli, di questo minerale possano sopravvivere all'eventuale erosione o distruzione della roccia di cui fanno parte mantenendo intatto il loro originario contenuto di uranio e piombo. Cristalli di zircone con alle spalle storie complesse possono contenere zone di età molto diversa, e possono formare, durante gli eventi metamorfici, degli strati di cristalli multipli, ciascuno dei quali può registrare l'età isotopica dell'evento. Solitamente, al fine di comprendere appieno situazioni così complicate, vengono effettuate analisi su micro-campioni attraverso tecniche a spettrometria di massa quali ICP-MS o SIMS.

## Catene di decadimento
Le sopraccitate catene di decadimento dall'uranio al piombo si sviluppano attraverso una serie di decadimenti alfa e beta, in cui l'238U e i suoi prodotti di decadimento subiscono un totale di otto decadimenti alfa e sei decadimenti beta, mentre l'235U e i suoi prodotti subiscono solamente sette decadimenti alfa e quattro decadimenti beta.
L'esistenza di due catene di decadimento uranio-piombo parallele fa sì che esistano anche diverse tecniche di datazione basate sul sistema U-Pb, tuttavia, con l'espressione "metodo di datazione uranio-piombo" ci si riferisce al metodo in cui si analizzano entrambi gli schemi di decadimento nella realizzazione del cosiddetto "diagramma concordia" (o "di concordanza").
Talvolta le età possono anche essere determinate dal sistema uranio-piombo attraverso la sola analisi dei rapporti tra isotopi di piombo, in quello che viene chiamato "metodo di datazione piombo-piombo". Quest'ultimo trova maggior utilizzo, rispetto al metodo all'uranio-piombo, in alcune situazioni particolari, come il calcolo dell'età di meteoriti o dell'età della Terra. Proprio una delle prime stime sull'età del nostro pianeta fu eseguita utilizzando il metodo di datazione piombo-piombo dal geochimico statunitense Clair Cameron Patterson, pioniere della tecnica di datazione uranio-piombo.

## Mineralogia
Come detto, questo metodo di datazione è solitamente utilizzato sul minerale zircone (ZrSiO4) ma esso trova impiego anche con altri minerali quali la monazite, al titanite e la baddeleyite. Tecniche basate sulla datazione uranio-piombo sono state utilizzate anche su minerali tipo calcite/aragonite e altri carbonati. Questo tipo di minerali fornisce in genere risultati meno precisi rispetto a quelli restituiti da minerali ignei o metamorfici, tradizionalmente utilizzati nella datazione, ma sono i più comuni tra i ritrovamenti geologici. 

## Interazione tra mineralogia e decadimento radioattivo
Durante i vari stadi di decadimento alfa, il cristallo di zircone subisce un danno da radiazione associato appunto con ogni decadimento alfa. Tale danno è per lo più concentrato attorno all'isotopo genitore (uranio e torio) ed è dovuto all'espulsione dell'isotopo figlio (piombo) dalla sua posizione originale nel reticolo cristallino. Da tali espulsioni consegue infatti che nelle aree ad alta concentrazione di isotopo genitore, il danno alla matrice cristallina sia piuttosto esteso, poiché le varie lacune si interconnettono a formare reti di aree danneggiate, che a loro volta, interconnettendosi, portano alla formazione di micro-cricche e di tracce di fissione che agiscono come profondi condotti all'interno del cristallo, fornendo un metodo di trasporto che facilita la perdita di isotopi di piombo dal cristallo di zircone. Proprio perché tale perdita di isotopi di piombo potrebbe portare ad errori nella valutazione dell'età del campione, il fatto di poter utilizzare due diverse catene di decadimento risulta prezioso, poiché fornisce un controllo incrociato che permette comunque la determinazione precisa dell'età.
Cristalli di zircone non danneggiati trattengono gli atomi di piombo generati dal decadimento radioattivo dell'uranio e del torio fino a una temperatura di circa 900 °C, mentre il già citato danno accumulato attorno alle zone con un alto tasso di uranio può significativamente far diminuire tale temperatura.

## Dettagli
Laddove non sussistano condizioni che abbiano portato alla perdita o all'acquisizione di piombo dall'ambiente esterno, l'età del cristallo di zircone può essere calcolata assumendo un decadimento esponenziale dell'uranio. Ossia:
{\displaystyle N_{\mathrm {Now} }=N_{\mathrm {Orig} }e^{-\lambda t}\,}
dove:
- {\displaystyle N_{\mathrm {Now} }=\mathrm {U} } è il numero di atomi di uranio misurati oggi.
- {\displaystyle N_{\mathrm {Orig} }} è il numero di atomi di uranio in origine - uguale alla somma degli atomi di uranio e di piombo {\displaystyle \mathrm {U} +\mathrm {Pb} } misurati oggi.
- {\displaystyle \lambda =\lambda _{\mathrm {U} }} è il tasso di decadimento dell'uranio.
- {\displaystyle t} è l'età dello zirconio, ossia la grandezza che si vuole determinare.

Questo dà:
{\displaystyle \mathrm {U} =\left(\mathrm {U} +\mathrm {Pb} \right)e^{-\lambda _{\mathrm {U} }t},}
che può essere scritto come:
{\displaystyle {{\mathrm {Pb} } \over {\mathrm {U} }}=e^{\lambda _{\mathrm {U} }t}-1.}
Le catene di decadimento di uranio e piombo più comunemente utilizzate danno le seguenti equazioni:
{\displaystyle {{^{\text{206}}\,\!{\text{Pb}}^{*}} \over {^{\text{238}}\,\!{\text{U}}}}=e^{\lambda _{238}t}-1,}

{\displaystyle {{^{\text{207}}\,\!{\text{Pb}}^{*}} \over {^{\text{235}}\,\!{\text{U}}}}=e^{\lambda _{235}t}-1.}
Graficando i rapporti trovati con una serie di intervalli temporali, si ottiene il già citato "diagramma concordia". Nel caso in cui i rapporti isotopici misurati in un campione di roccia si posizionino sulla curva, ciò garantisce che le due diverse catene forniscano valori concordanti dell'età. 
Qualora si sia verificata una perdita di piombo dai diversi minerali, ciò porta a una discrepanza nelle età determinate con le diverse catene di decadimento. In questo caso, il punto andrà a disporsi fuori dalla curva, nella sua parte concava. Separando i diversi minerali, si può dimostrare che i punti ottenuti giacciono su una retta, la cosiddetta "retta discordia". L'intersezione di tale retta con la curva di concordanza restituisce due importanti valori, infatti, la proiezione sull'asse temporale del punto di intersezione più basso indica l'epoca in cui c'è stata la perdita di piombo, mentre la proiezione del punto di intersezione più alto restituisce l'età del campione.

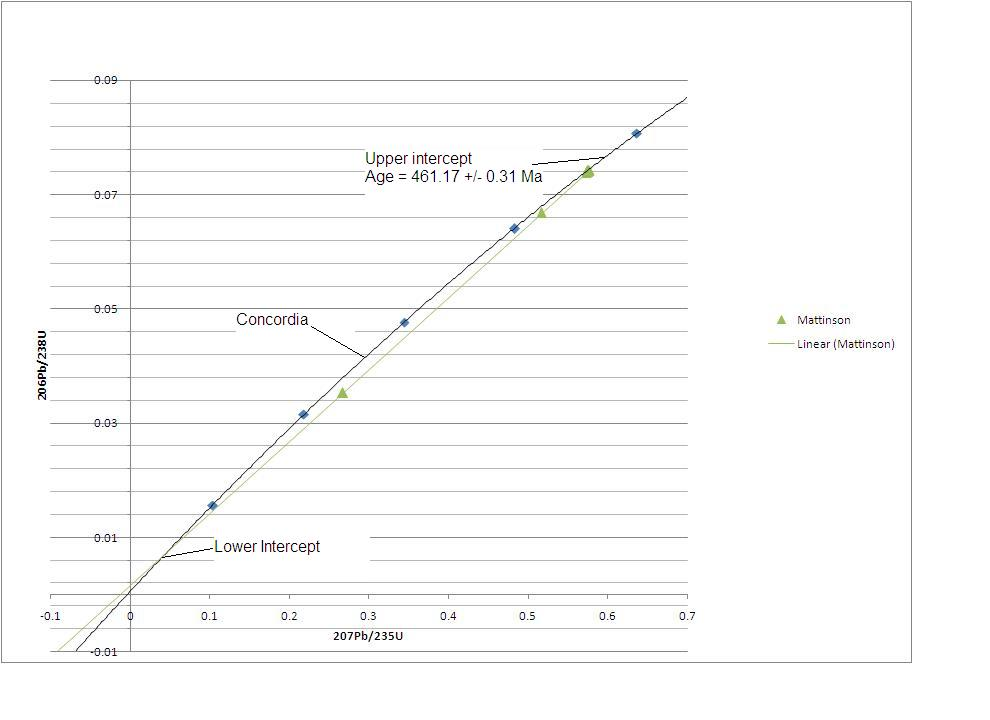
Diagramma concorde dei dati pubblicati da Mattinson inerenti campione di zircone provenienti dalle Montagne Klamath, nella California settentrionale. Ogni punto della curva di concordanza rappresenta un incremento di cento milioni di anni.